# Automedusa
Automedusa (en griego antiguo Αὐτομέδουσα) fue, según la mitología griega, una princesa de Mégara hija del rey Alcátoo, no se sabe si de su primera esposa Pirgo o de la segunda, Evecme, la hija del rey Megareo de Onquesto. Era hermana de Peribea .
Automedusa se casó con Íficles, el hermano de Heracles y tuvo un hijo llamado Yolao, que acompañó a Heracles en varias aventuras.